# Kellen Mond
Kellen Louis Mond (San Antonio, 22 giugno 1999) è un giocatore di football americano statunitense che milita nel ruolo di quarterback per i Cleveland Browns della National Football League (NFL).

## Carriera

### Minnesota Vikings
Mond fu scelto dai Minnesota Vikings nel corso del terzo giro (66º assoluto) del Draft NFL 2021. Prima della settimana 17 contro i Green Bay Packers, Kirk Cousins risultò positivo al COVID-19. Il capo-allenatore Mike Zimmer nominò Mond riserva di Sean Mannion. Il suo debutto avvenne nel quarto periodo dopo che Zimmer spostò in panchina Mannion. Mond completò 2 passaggi su 3 per 5 yard nella sconfitta per 37-10.

### Cleveland Browns
Il 31 agosto 2022 Mond firmò con i Cleveland Browns.